# Yohan Salwan Zetuna
Yohan Salwan Zetuna en árabe: يوهان زيتونة (Nínive, Irak, 31 de mayo del 2000) es un futbolista iraquí que juega como defensa en el Tlaxcala FC
de la Liga de Expansión MX. Es hermano del futbolista Yousuf Zetuna.
Tuvo que huir de su país natal cuando era niño debido a que es católico. Primero fue un refugiado en Turquía, más de grande se fue a Estados Unidos y luego empezó su carrera profesional en México.
En su país había sufrido racismo religioso por ser católico en un país con más del 90% de su población musulmana.
La vida los llevó a México en el 2017, un tío los recibió en su casa en Oaxaca y les inculcó la disciplina en el fútbol, con gran talento se enrumbaron hacia una aventura profesional en el equipo oaxaqueño y también en Atlante FC, último club en el que estuvieron y se proclamó campeón de la Liga de Expansión.
Según indican las estadísticas de la Liga de Expansión, Yohan Zetuna no fue regular en ambas escuadras, y tampoco fue muy destacado su paso por estos conjuntos en los cuales el mayor protagonismo lo adquirió en Alebrijes de Oaxaca sumando cuatro partidos, con 275 minutos jugados.

## Selección nacional sub-23
En agosto de 2021 fue convocado a la selección Sub-23 de Irak para las Eliminatorias de la Copa de Asia Sub-23 que se disputó en Arabia Saudita y en la cual no tuvo participación.
Solo ha disputado un juego amistoso ante la selección de Emiratos Árabes el 4 de septiembre de 2021 en el estadio Fujairah Club bajo las órdenes del técnico checo Miroslav Soukup. En ese juego vio la tarjeta roja al minuto 19.

### Clubes
Actualizado al último partido jugado el 3 de febrero de 2022.
| Club                          | Temporada       | Div.          | Liga  | Liga  | Liga   | Copas | Copas | Copas  | Internacional | Internacional | Internacional | Total | Total | Total  | Media goleadora |
| Club                          | Temporada       | Div.          | Part. | Goles | Asist. | Part. | Goles | Asist. | Part.         | Goles         | Asist.        | Part. | Goles | Asist. | Media goleadora |
| ----------------------------- | --------------- | ------------- | ----- | ----- | ------ | ----- | ----- | ------ | ------------- | ------------- | ------------- | ----- | ----- | ------ | --------------- |
| Alebrijes de Oaxaca · México  | 2019-2020       | 2.ª           | 0     | 0     | 0      | 0     | 0     | 0      | 0             | —             | —             | 0     | 0     | 0      | 0               |
| Alebrijes de Oaxaca · México  | 2020-2021       | 2.ª           | 4     | 0     | 0      | 0     | —     | 0      | —             | —             | —             | 4     | 0     | 0      | 0               |
| Alebrijes de Oaxaca · México  | Total club      | Total club    | 4     | 0     | 0      | 0     | 0     | 0      | 0             | 0             | 0             | 4     | 0     | 0      | 0               |
| Atlante FC · México           | 2020-2021       | 2.ª           | 0     | 0     | —      | 0     | 0     | —      | 0             | —             | —             | 0     | 0     | 0      | 0               |
| Atlante FC · México           | Total club      | Total club    | 0     | 0     | 0      | 0     | 0     | 0      | 0             | 0             | 0             | 0     | 0     | 0      | 0               |
| Municipal Grecia · Costa Rica | 2021-Actualidad | 1.ª           | 1     | 0     | —      | —     | —     | —      | —             | —             | —             | 1     | 0     | 0      | 0               |
| Municipal Grecia · Costa Rica | Total club      | Total club    | 1     | 0     | 0      | 0     | 0     | 0      | 0             | 0             | 0             | 1     | 0     | 0      | 0.              |
| Total carrera                 | Total carrera   | Total carrera | 5     | 0     | 0      | 0     | 0     | 0      | 0             | 0             | 0             | 5     | 0     | 0      | 0               |
|                               |                 |               |       |       |        |       |       |        |               |               |               |       |       |        |                 |